# 峐の湯温泉
峐の湯温泉（はげの湯温泉、はげのゆおんせん）は、熊本県阿蘇郡小国町にある温泉。九重連山のひとつである標高1499.5mの涌蓋山（わいたさん）西麓の、のどかな高原状の山地にあり、岳の湯温泉、地獄谷温泉、山川温泉、麻生釣温泉、鈴ヶ谷温泉とともにわいた温泉郷を構成している。

## 名の由来
その名の由来は、湧蓋山の南斜面の日当たりが良い場所を“はげ”と呼んだことや、温泉の蒸気のために草木が育たない“はげ地”など、いくつかの由来がある。
「はげの湯温泉」とも書くが、正式には「峐の湯温泉」と書く。但し、「峐の湯」の名の由来は、旅館の経営者らにも知る者がない。しかし、「ハゲ」という地名は、山間の狭い狭い場所、日当たりの良い南向きの場所、切り立った斜面で川に近い場所などを意味し、峐の湯温泉の立地はそのすべてに当てはまる。日本全国に「ハゲ」という地名は全部で20ほどあるという。

## 泉質
- 弱アルカリ性単純硫黄泉、含硫黄ナトリウム塩化物泉など。
  - 源泉温度　約92 - 97℃

## 温泉街

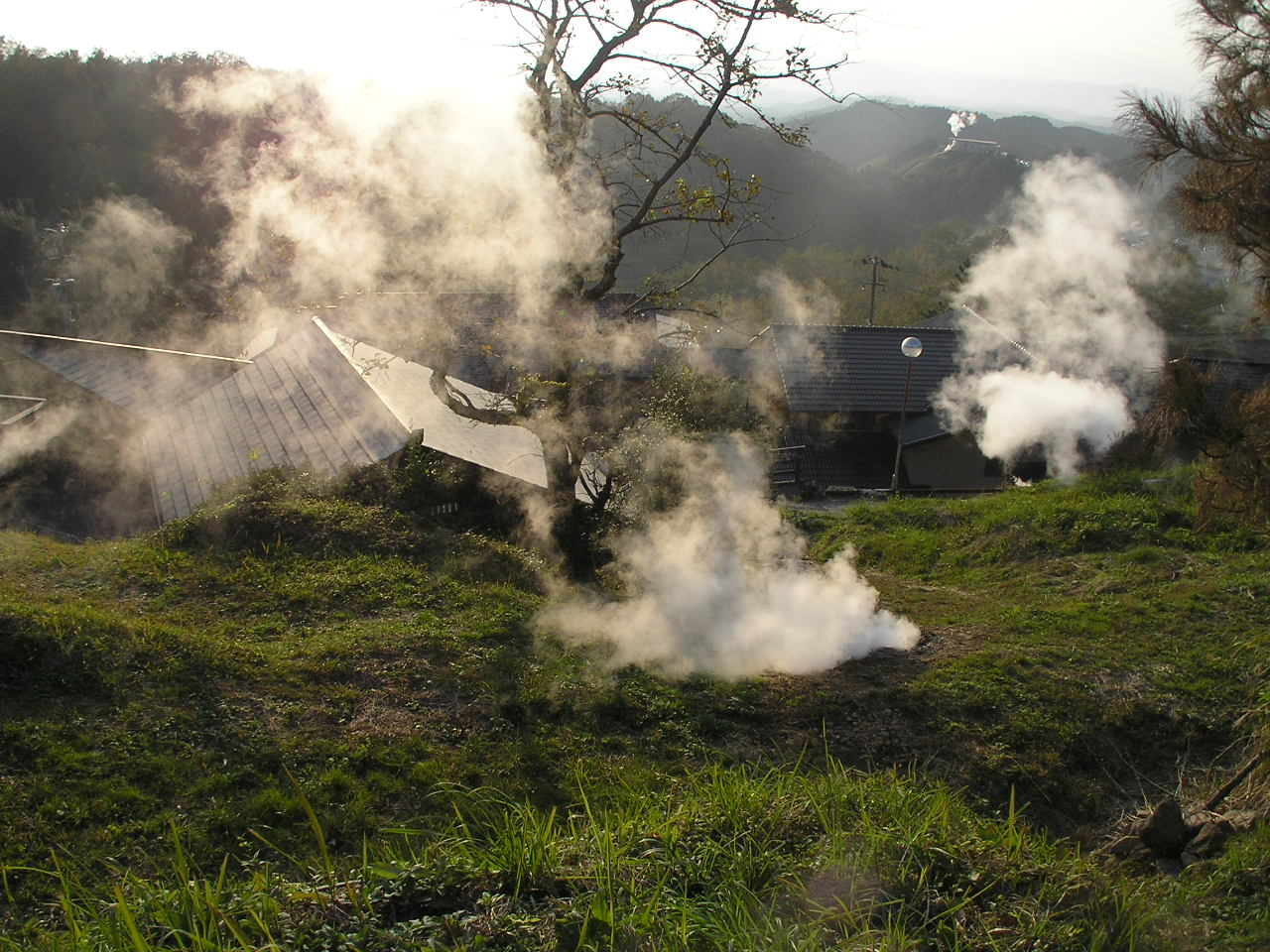
地面のいたるところから湯煙が上がる峐の湯。

「山翠」、「まつや」、「わいた山荘」「たけの蔵」の4軒の旅館と、1998年開業の家族風呂専用の24時間営業の日帰り貸切り温泉「くぬぎの湯」、1軒の共同浴場とからなる。旅館ごとに専用の源泉を持つため、異なる泉質の温泉があり、ほとんどが源泉掛け流しである。山の斜面を利用した立地の旅館からの眺望がよく、広大な展望と自然の懐に抱かれた静かな環境が堪能できる。涌蓋山の登山口でもあり、1時間ほどで涌蓋山頂に至る。
温泉地の地面のいたるところから、もうもうと湯煙が吹き上げており、独自の景観をなしている。また、この地熱を利用した蒸し地鶏等の料理が名物になっている。

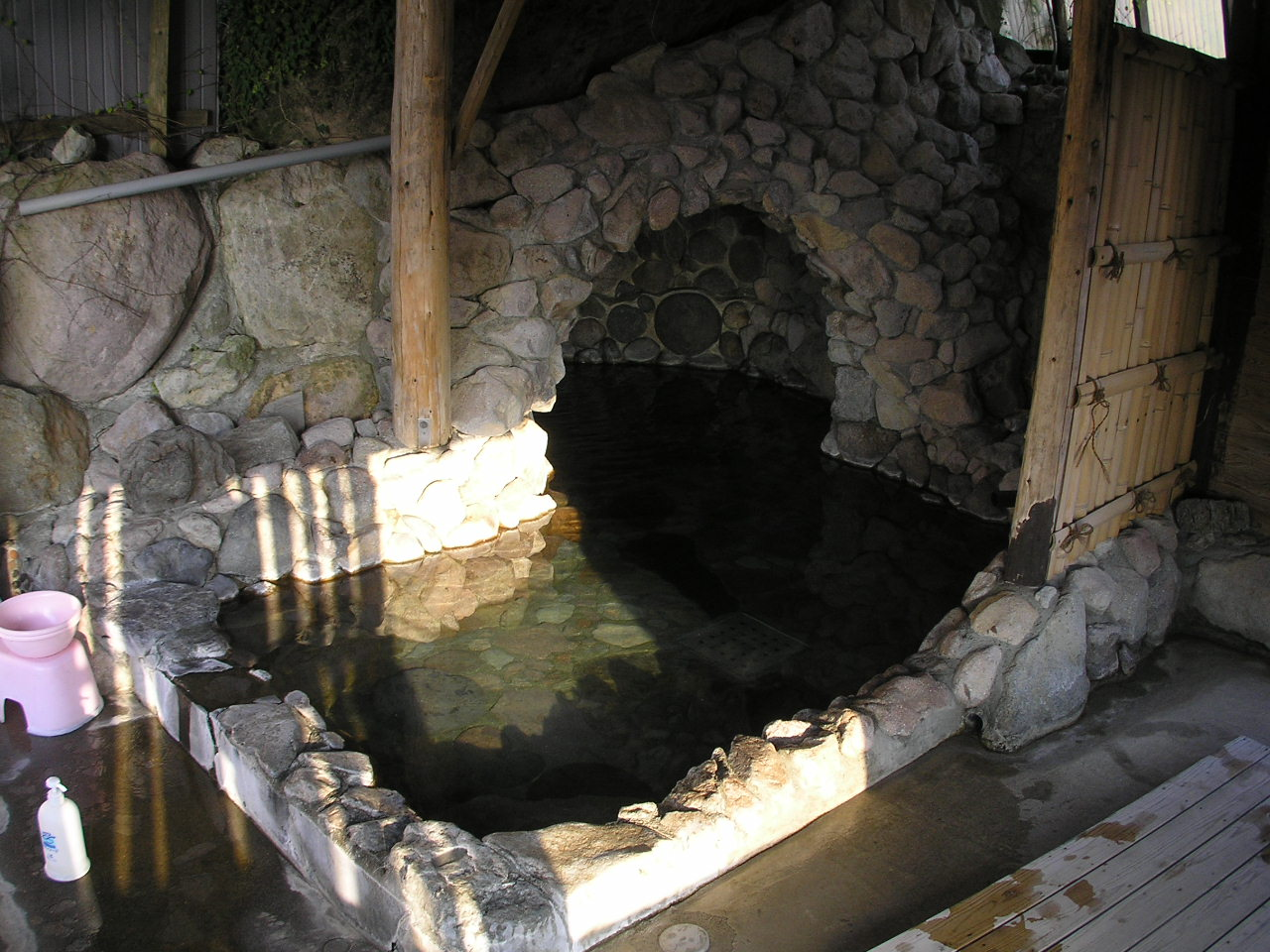
旅館「山翠」の洞窟風呂

- 旅館「山翠（さんすい）」　温泉街の中でも最も高い場所に位置し、近隣の街から車で1時間ほどかかる。混浴露天風呂、洞窟風呂、内風呂、打たせ湯などバラエティ豊かな風呂を持つ。97℃の地獄の蒸気で蒸しあげた、まるままの地鶏料理が名物。日帰り入湯可。
- 「やすらぎの宿 まつや」　創業150年の老舗だが、「松屋旅館」から平成10年に「やすらぎの宿・まつや」としてリニューアル。木造2階建て。混浴露天風呂を始め、貸切り風呂、家族風呂など8種類のお風呂が楽しめる。名物は「元祖・地鶏の地獄蒸し」。8室のすべてから、涌蓋山が望める。日帰り入湯可。2014年（平成26年）に温泉の余剰蒸気を利用した地熱発電所「小国まつや発電所」を開設し、再生可能エネルギーの活用として熊本県で一番乗りをしている。
- 「わいた山荘」　2つの源泉をもつ。一つは乳白色の湯。屋上展望桶風呂や露天風呂など、6つのお風呂をもち、貸切りも可。やはり鶏の地獄蒸しを名物とする。2020年（令和2年）に「わいた館」に名称変更し、リニューアル。日帰り入湯不可。
- 「たけの蔵」　2005年開業の新しい旅館だが、築280年の古民家を移設して建設されたため、古風な雰囲気を持つ。
- 「くぬぎの湯」　24時間営業の貸切り専用の日帰り温泉。家族露天風呂、家族内湯、卵やサツマイモを蒸すことができる「蒸し地獄」がある。
- 共同浴場　コンクリート打ちっ放しの浴室にひょうたん型をした湯船を持つユニークな造り。無色透明な間欠泉が湧き出している。

## 歴史

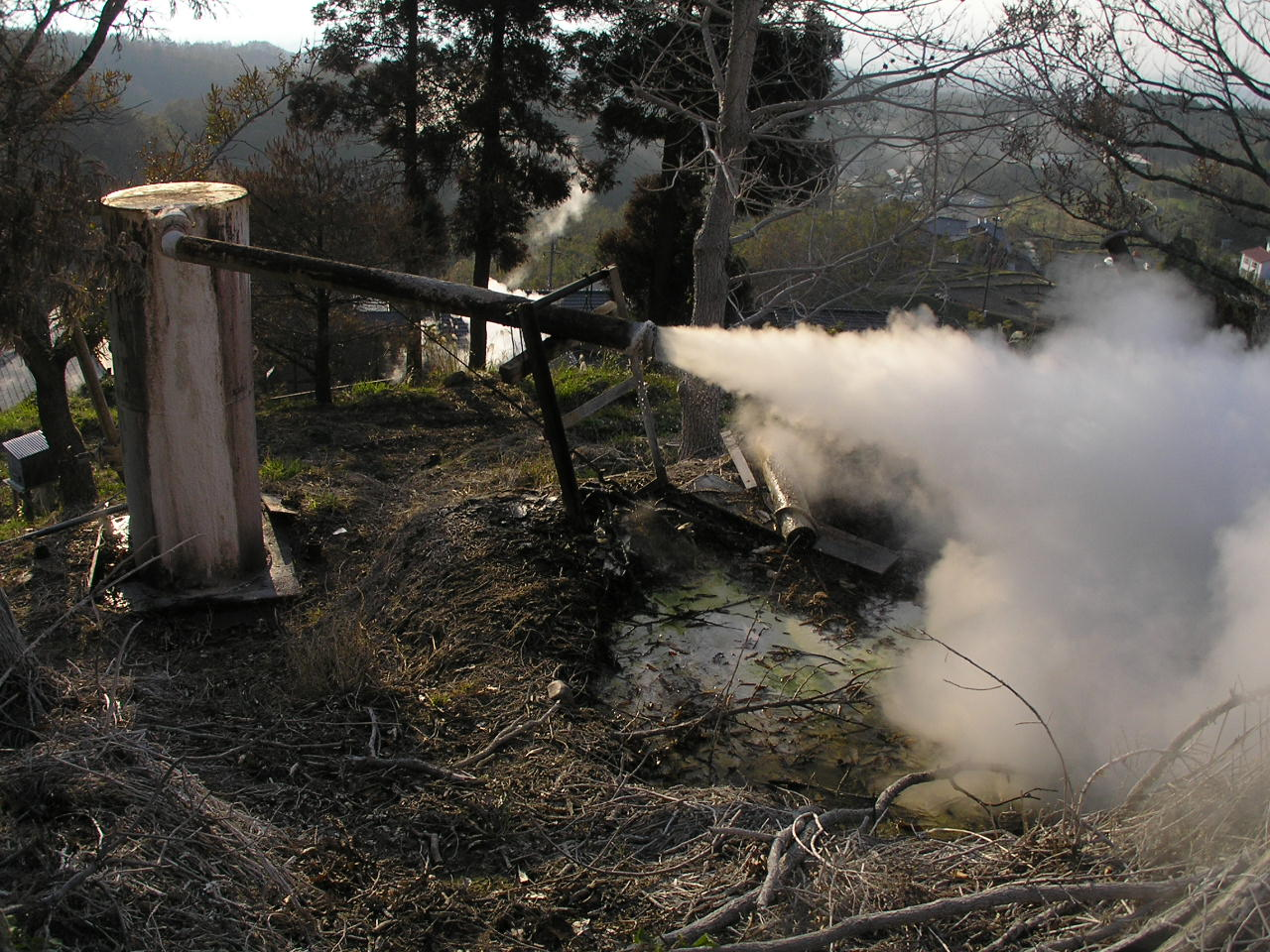
峐の湯源泉の一つ。

漫画家のつげ義春が昭和40年代に「旅のスケッチ」で描いたこともあったが、当時は地元の人以外、知る人の少ない小さな湯治場に過ぎなかった。その後の秘湯ブームのあおりを受け多くの人の知るところとなり一般客が激増、旅館のすべてと共同浴場は新調され、当時の面影は失せている。
1980年ころには、7戸からなる小さな集落で、当時旅館は2軒しかなく、それ以前には5軒あったそうである。かつては涌蓋山、九重山への登山客に多く利用されていたが、車の利用が多くなり、一時は寂れた。

## アクセス
- JR九州豊肥本線阿蘇駅より九州産交バス杖立温泉行に乗車し「ゆうステーション」下車、タクシーで22分。
- 西鉄天神高速バスターミナル・博多バスターミナルより高速バス福岡 - 黒川温泉線に乗車し「ゆうステーション」下車、タクシーで22分。
- 大分自動車道九重インターチェンジより20㎞、九州自動車道熊本インターチェンジより66㎞。

## ギャラリー

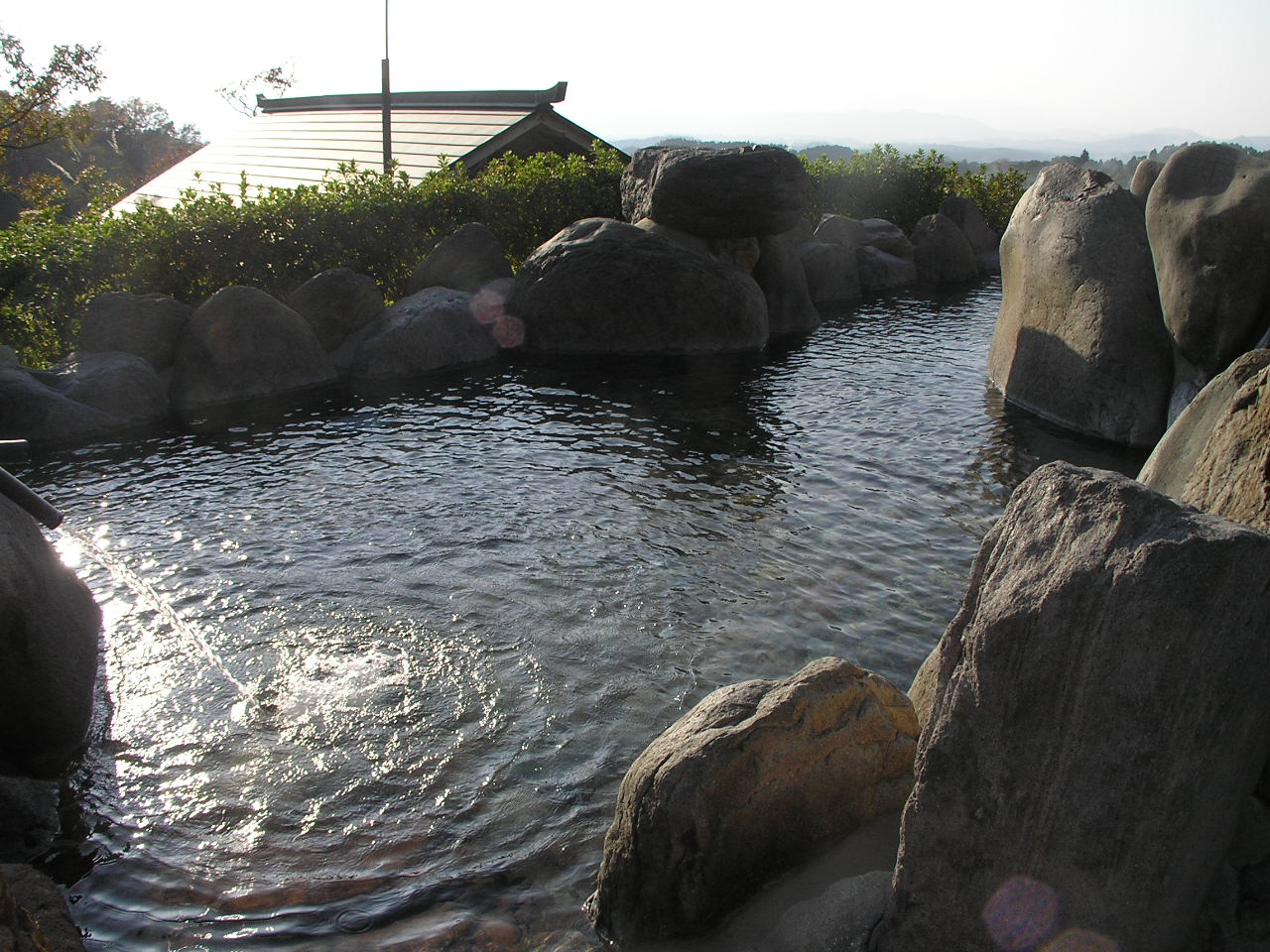
「山翠」混浴露天風呂
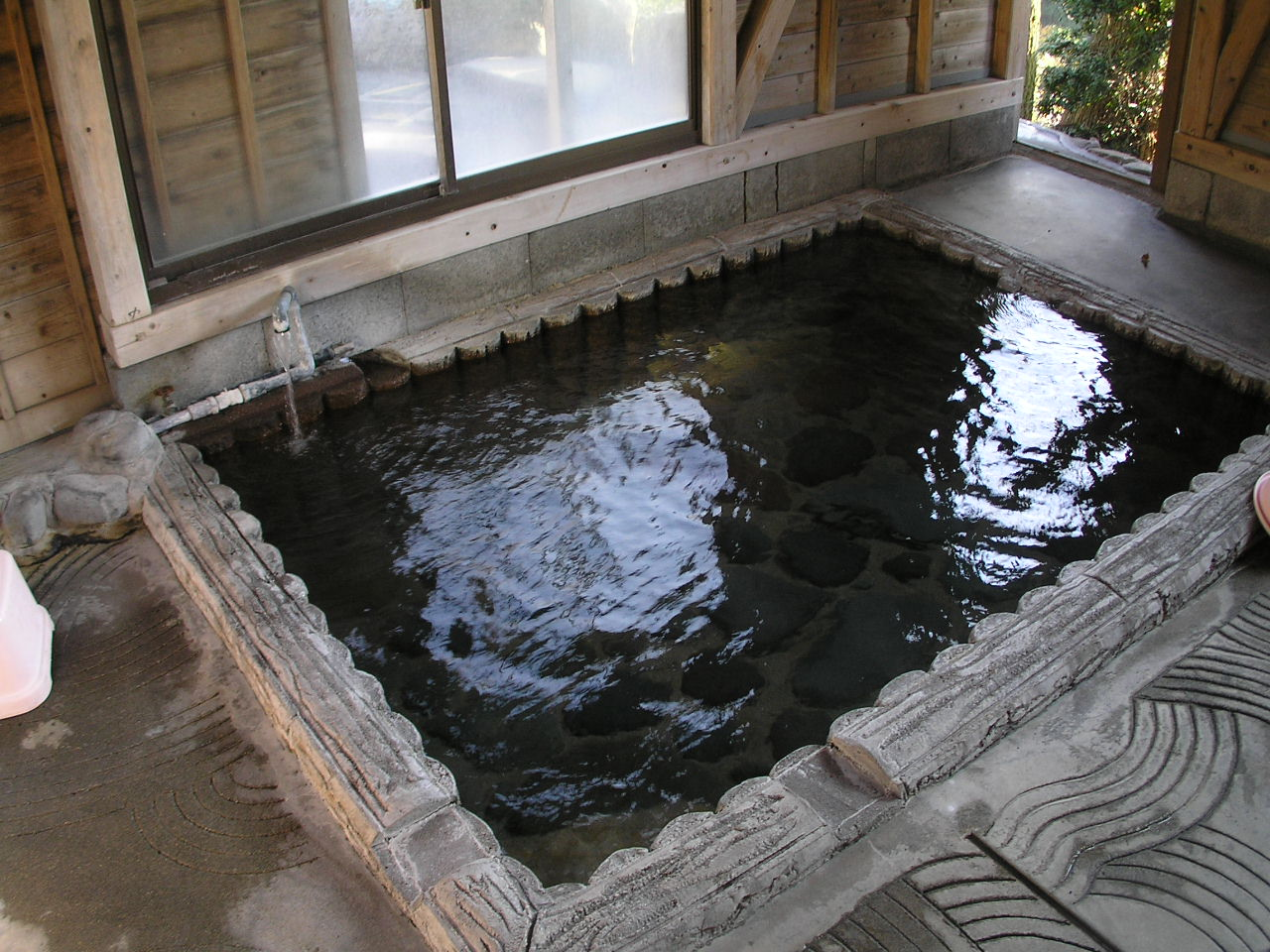
「山翠」内湯
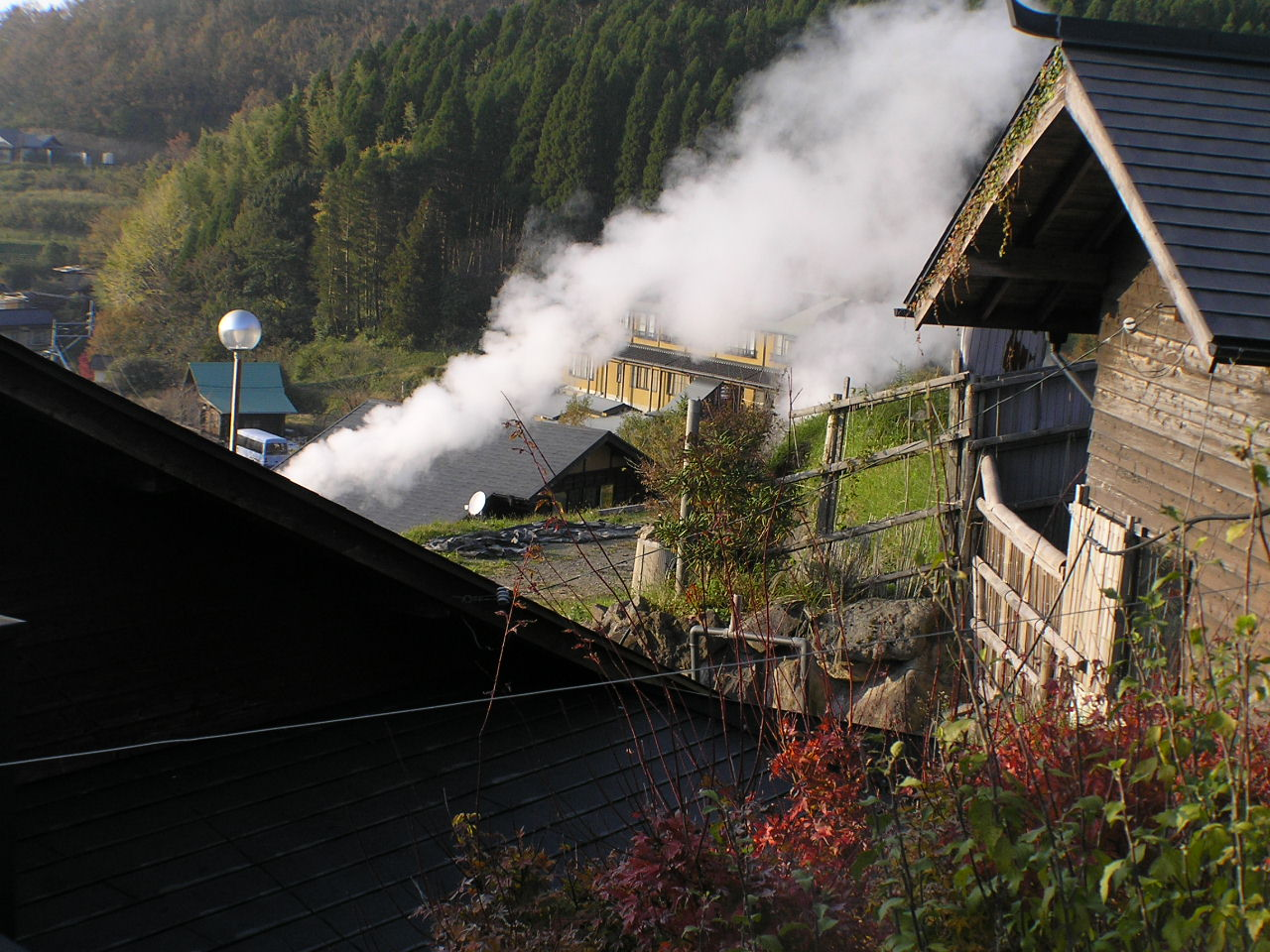
「山翠」より
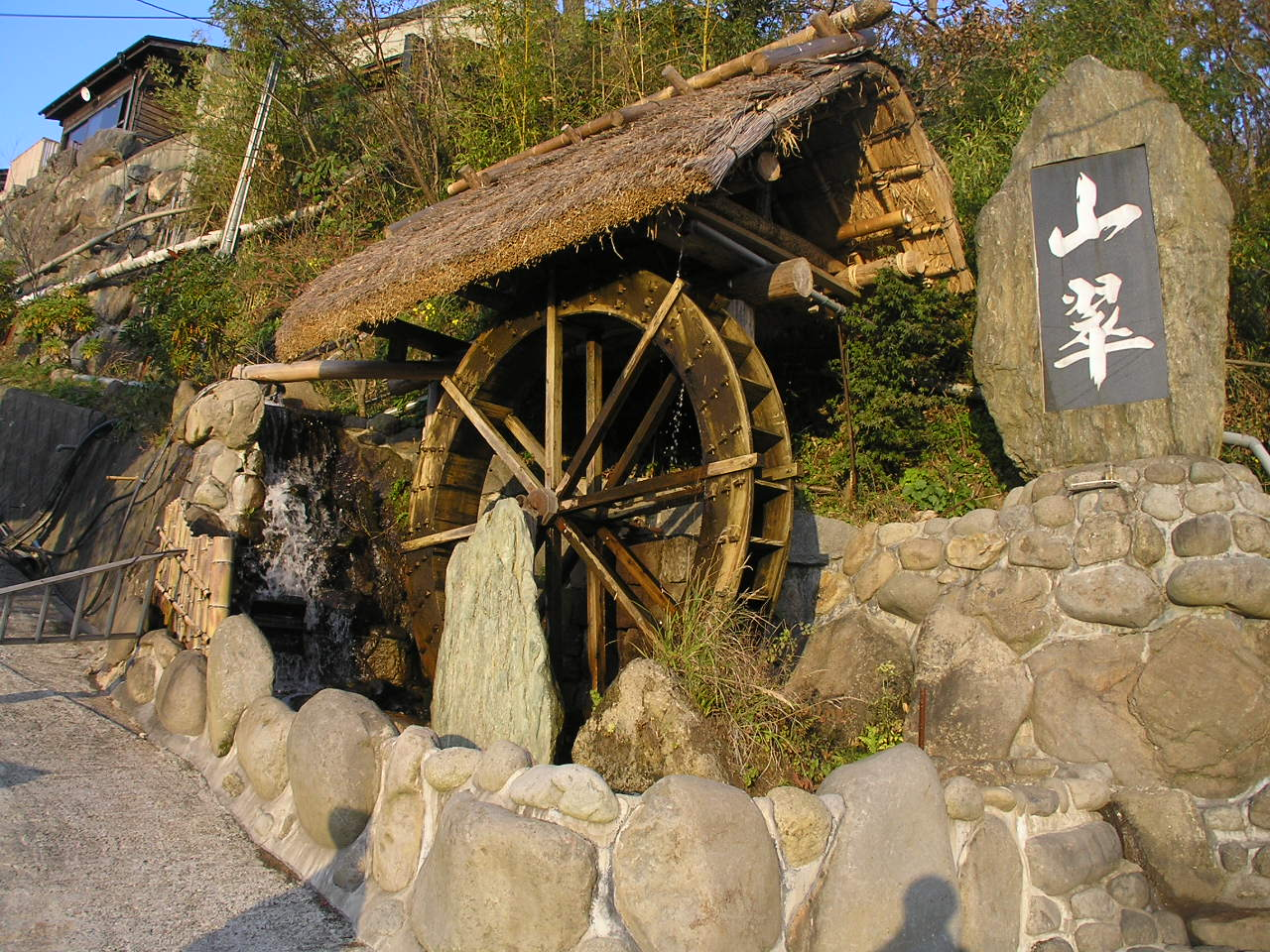
峐の湯の旅館玄関
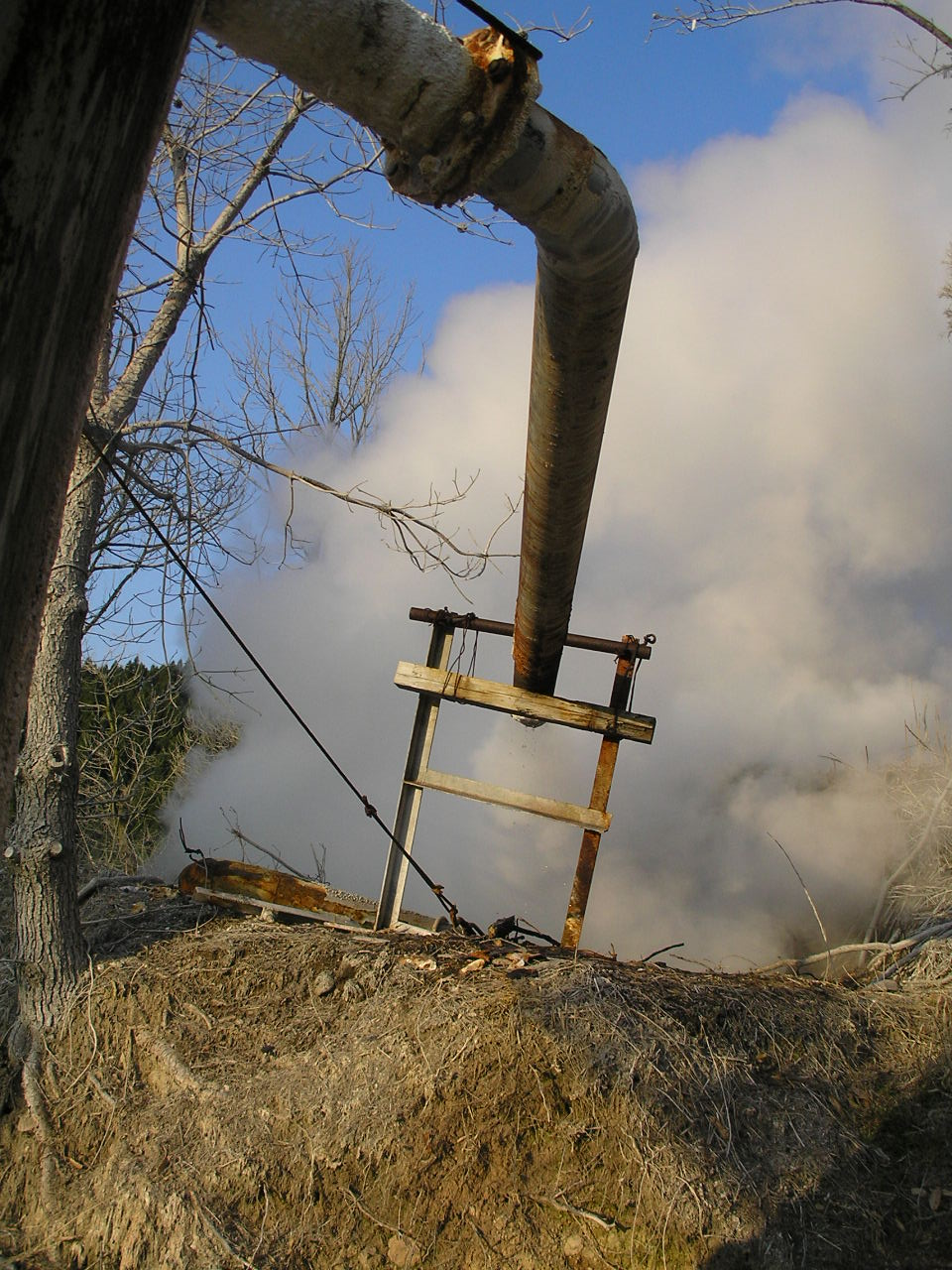
源泉
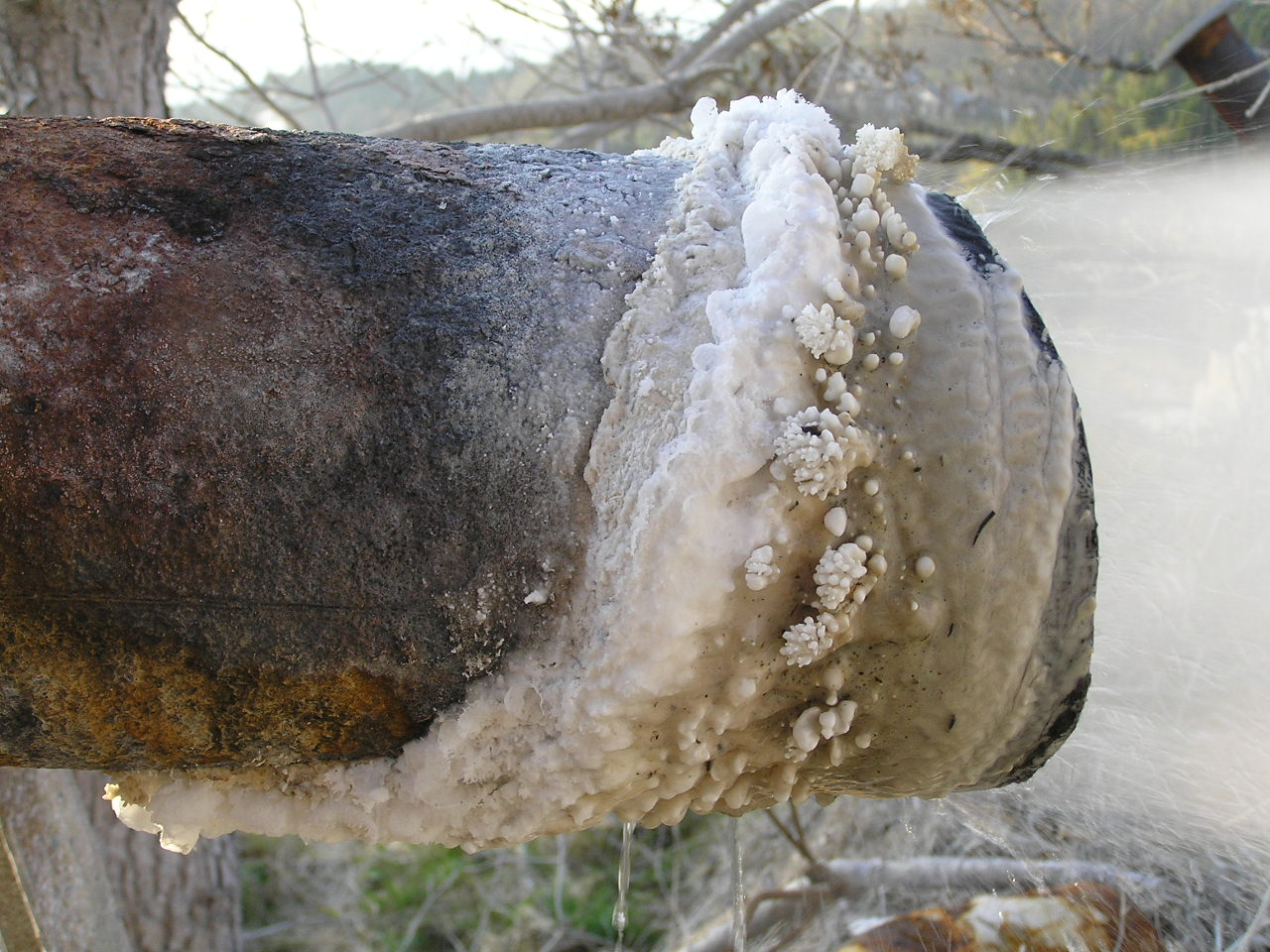
配管にこびり付く湯の花
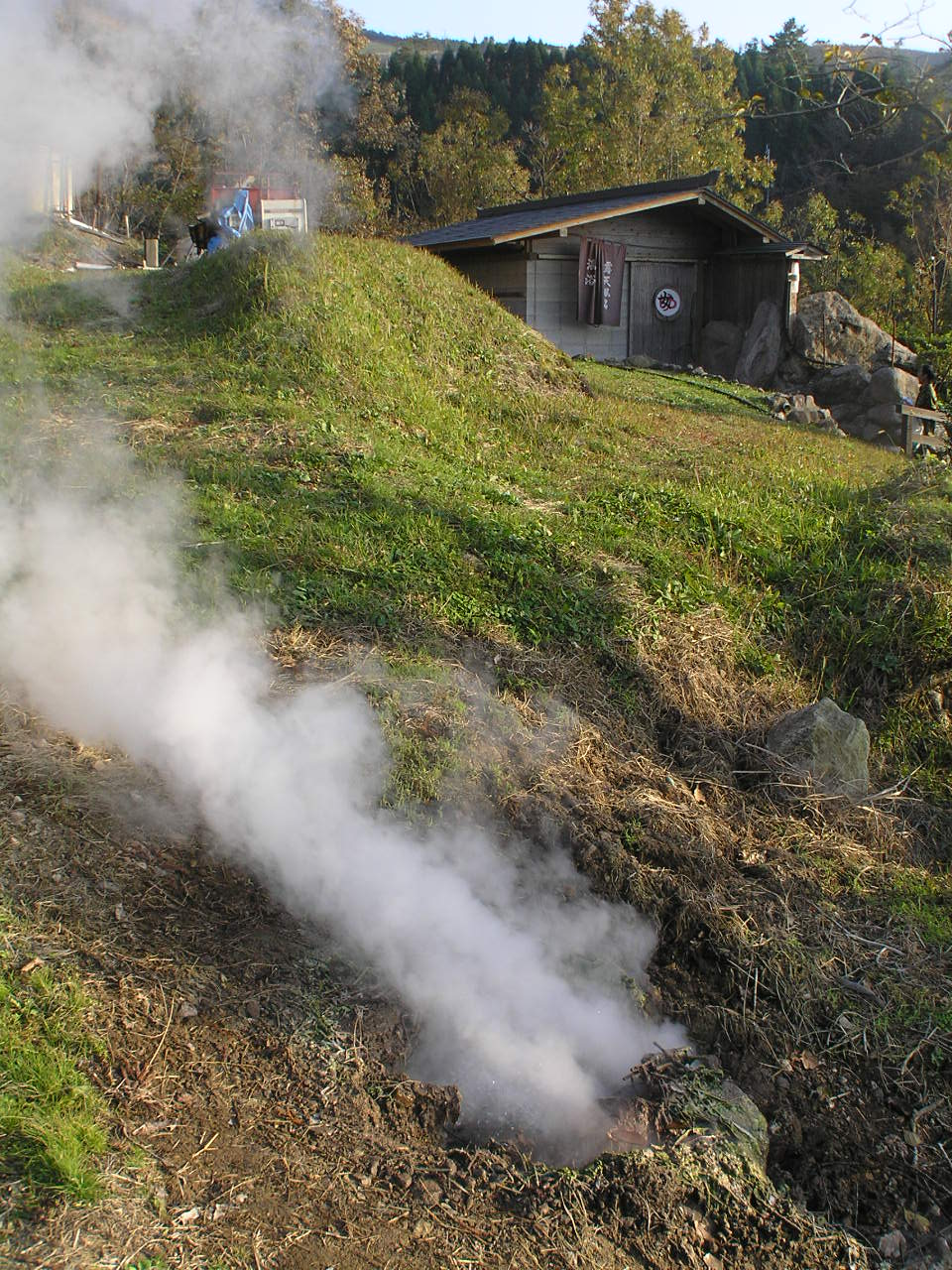
地面随所から立ち上る湯煙